# Kotel Da-Don
Kotel Da-Don (Jeruzalem, 12. prosinca 1967.), hrvatski rabin, rabin židovske vjerske zajednice "Bet Israel" u Zagrebu i glavni rabin Hrvatske od 1998. do 2006.

## Podrijetlo i školovanje
Rabin Kotel Da-Don je rođen u Jeruzalemu 12. prosinca 1967. u obitelji marokanskih židova. Vjersko obrazovanje je stekao u ješivi Ha-Kotel u Jeruzalemu, gdje je studirao od 1987. do 1991. godine. Od 1991. do 1995. studirao je i završio školovanje za rabina u rabinskom i učiteljskom seminaru Midraš Sephardi u Jeruzalemu. Ondje je i stekao pedagoško obrazovanje. Pravo je diplomirao na pravnom fakultetu sveučilišta Bar Ilan u Ramat Ganu, gdje je studirao od 1991. do 1995. godine. 1995. postao je član Izraelske odvjetničke komore.

## Rabinska karijera u Hrvatskoj
Da-Don je prvi put posjetio Hrvatsku 1993. godine, kada ga je njegov rabin poslao u Zagreb kako bi vodio vjerske službe za blagdane u Židovskoj općini Zagreb (ŽOZ). Zagreb je opet posjetio 1994., a 1995. je postavljen za rabina ŽOZ-a. Tijekom 1996. i 1997. godine radio je kao profesor na "Židovskom teološkom sjemeništu Sveučilišta židovskih studija" u Budimpešti, te na fakultetima za rabinske i za pedagoške studije. Po povratku u Zagreb 1998. godine Da-Don je postavljen za glavnog rabina Hrvatske. Mjesto glavnog rabina je bilo upražnjeno više od petdeset godina prije dolaska Da-Dona, pošto je zadnji glavni rabin Miroslav Šalom Freiberger ubijen u Auschwitzu 1943. godine tijekom Holokausta. Da-Don je držao tu poziciju do 2006. godine, nakon čega mu je vijeće ŽOZ-a odbilo produžiti ugovor. Umjesto njega na mjesto rabina ŽOZ-a je postavljen rabin Zvi Eliezer Alonie. Ubrzo poslije došlo je do sukoba i podijele unutar ŽOZ-a. Da-Don je podnio tužbu na općinskom sudu u Zagrebu u kojoj je tražio vraćanje pozicije glavnog rabina uz plaću od 15,000 HRK. Grupa, unutar ŽOZ-a, koja je podupirala Da-Dona je bila okupljena oko Ive i Slavka Goldsteina. Oni su se nakon sukoba odvojili od ŽOZ-a tj. od druge strane koja je bila okupljena oko Ognjena Krausa i Jakova Bienenfelda. Ivo i Slavko Goldstein su 2006. godine osnovali Bet Israel, novu vjersku zajednicu. Za rabina zajednice je postavljen Da-Don, a za predsjednika Ivo Goldstein. Bet Israel je službeno priznat od strane Europske rabinske konferencije 21. srpnja 2006. godine. ŽOZ je u međuvremenu službeno postavio Aloniea za rabina zajednice. Odnosi između dviju zajednica su ostali napeti i nerazriješeni do današnjeg dana, dijelom i zbog imovinsko-pravnih odnosa. 2008. godine Bet Israel je u Zagrebu otvorio prvu sinagogu nakon Drugog svjetskog rata.
Od 2006. godine Da-Don predaje "Uvod u judaizam" na Filozofskom fakultetu u Zagrebu, te isto tako kolegij "Vojna etika" na Hrvatskom vojnom učilištu "Petar Zrinski".
U siječnju 2013. godine, Da-Don je u posjet primio američku doktoricu komunikologije Judith A. Reisman. Nakon razgovora s Reisman, rabin Da-Don je ustvrdio pred hrvatskim medijima da Reisman ne negira Holokaust, a za što je bila optužena od strane pojedinih medija u Hrvatskoj.

## Obitelj
Da-Don je oženio svoju suprugu Agnes Evu Da-Don, koja je mađarsko-židovskog podrijetla, 1995. godine. Zajedno imaju četvero djece; Emanuela-Israela, Aviada-Davida, Jonatana-Mošea i Simka-Zsuzsia. Da-Donov sin Emanuel-Israel je 2009. godine proslavio Bar-mizvu, to je bila prva Bar-mizva u Hrvatskoj od Holokausta i prva Bar-mizva vođena u novootvorenoj sinagogi. Da-Don je hrvatski državljanin i tečno govori hrvatski jezik. Autor je knjige "Židovstvo - život, teologija i filozofija"."